# Aquilolamna
Aquilolamna è un genere estinto di squali, i cui resti son stati rinvenuti nella Formazione Agua Nueva in Messico, risalente all'epocaTuroniana del cretaceo superiore. Al momento contiene solo una specie, A. milarcae (squalo aquila), che è classificato nella famiglia Aquilolamnidae, e temporaneamente assegnato all'ordine dei Lamniformes.

## Tassonomia
Si pensa che Aquilolamna sia un elasmobranchio, ma la sua tassonomia è ancora discussa, nonostante l'olotipo sia un corpo fossilizzato ottimo, non ci sono denti, che sono importanti per la tassonomia dei squali; si presume che si siano disconnessi e persi dopo la morte dell'individuo, ma è possibile che siano preservati più in fondo. La pelle dell'esemplare potrebbe essere solo dei batteri fossilizzati. Per il momento è classificato come Lamniforma dopo la sua originale descrizione basata su similarità morfologiche ad altri membri della famiglia. Ma, per colpa delle sue caratteristiche strane, altri paleontologi hanno riserve su come classificarlo, e serviranno ulteriori studi. Ed è sospettato che Aquilolamna può essere strettamente allineato con Cretomanta, un neoselacho estinto di tassonomia incerta descritta nel 1990 da dei denti trovati in Texas (poi altri denti simili trovati in Canada e Colorado). Cretomanta visse attorno allo stesso tempo di Aquilolamna, e date le loro similarità, tutt'è due possono appartenere a una stessa famiglia (sconosciuta).

## Descrizione
Aquilolamna ha una varietà di adattamenti strani che lo differenziano da tutti gli squali viventi ed estinti. Il corpo era simile ad un siluro, la coda era come nella maggioranza degli squali, e aveva un paio di pinne pettorali la cui distanza da punta a punta superava la lunghezza del corpo.

In base a questi elementi e al capo largo, è stato ipotizzato che Aquilolamna fosse un filtratore che si nutriva di plancton e che la manta, apparsa nei fossili milioni di anni dopo, presenterebbe con Aquilolamna una forma di convergenza evolutiva, anche se le mante ″volano″ nell'acqua sbattendo le loro pinne e lo squalo aquila probabilmente "planava" con l'aiuto delle sue lunghe pinne, spingendosi solo con la coda.

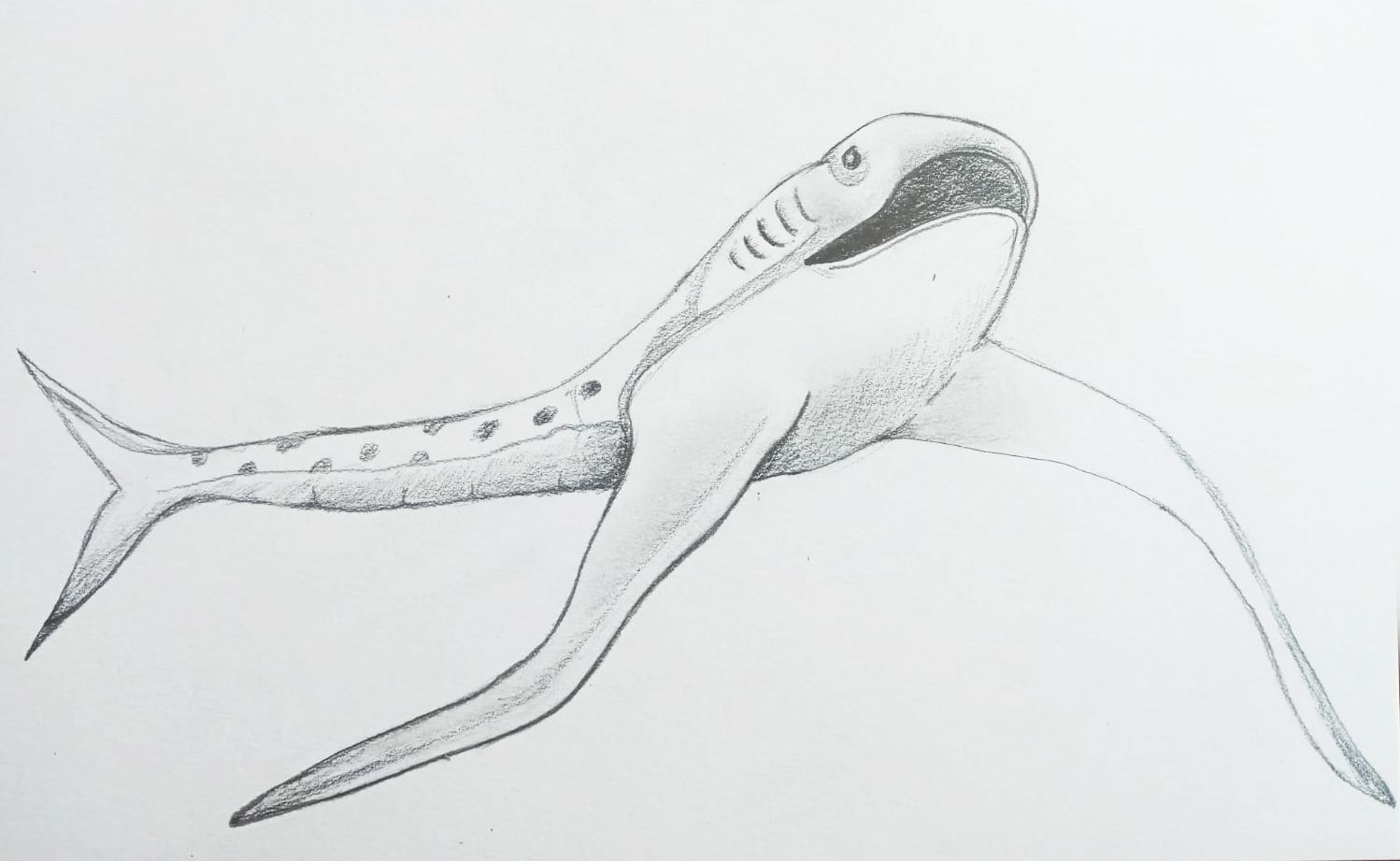
Schizzo di una possibile ricostruzione di Aquilolamna

## Scoperta
Aquilolamna è stato descritto a partire da un fossile ben conservato di un unico esemplare, contenente uno scheletro completo e potenziali impressioni della pelle, nel 2012, da un lavoratore sconosciuto di una cava in Vallecillo nello stato di Nuevo León in Messico. Il fossile ha interessato un paleontologo locale Margarito González González, che prese l'esemplare e lo preservò. E nel seguente anno, ottenne molta attenzione nelle conferenze paleontologiche; è infine descritto nel 2021.

## Paleoecologia
Aquilolamna probabilmente viveva in un bioma pelagico nel periodo Turoniano del cretacico superiore, attorno a 93 milioni di anni fa. La formazione dov'è stato trovato, in Agua Nueva, è ritenuta composta da sedimenti depositatisi in acque poco profonde di una piattaforma continentale.
Aquilolamna probabilmente coesisteva con rettili marini, come Mauriciosaurus, ammoniti, pesci ossei degli ordini ittiodectiformi e Crossognatiformi. I predatori in cima alla catena alimentare erano squali ginsu.
L'estinzione di Aquilolamna può essere stata causata dalla diminuzione del plancton prodotta dall'acidificazione dei oceani in coincidenza con l'estinzione di massa del Cretaceo-Paleocene. La sua nicchia ecologica, rimasta vuota, fu poi riempita dalle mante e altri gruppi affini.